# Eine Studie in Smaragdgrün (Spiel)
Eine Studie in Smaragdgrün (englischer Originaltitel: A Study in Emerald) ist ein Brettspiel des britischen Spieleautors Martin Wallace. Das Spiel erschien 2013 in einer ersten Auflage beim amerikanischen Verlag Treefrog Games, die überarbeitete 2. Auflage 2015 wurde international vertrieben und ist unter anderen in einer deutschsprachigen Version beim Schwerkraft-Verlag verfügbar.

## Thema und Ausstattung
Bei dem Spiel handelt es sich um eine Kombination aus einem Deck-Building-Spiel und einem Deduktionsspiel, das thematisch von der Kurzgeschichte A Study in Emerald von Neil Gaiman inspiriert ist und damit die Welt von Sherlock Holmes mit dem Cthulhu-Mythos von H. P. Lovecraft und der realen Geschichte verbindet. Es ist im Jahr 1882 angesiedelt in einer phantastischen Welt, in der die Großen Alten den Planeten Erde von den Menschen weitgehend unbemerkt regieren.
Das Spielmaterial besteht neben einer Spielanleitung aus:
- einem Spielbrett mit verschiedenen Kartenablageflächen, Stadtfeldern und mehreren Punkteleisten,
- 5 Sets in den Spielerfarben mit je
  - 1 Siegpunktscheibe,
  - 10 Einflussmarker,
  - 10 Agenten,
  - 10 Startkarten,
- 6 Geheimidentitätskarten,
- 66 Spielkarten
- 9 Stadtkarten,
- 9 Königlichenkarten
- 2 Leistenmarkersteine
- 15 Stabilitätsmarker,
- einem Stabilitätswürfel, und
- sechs Zombiefiguren aus Holz.

Die grafische Gestaltung der ersten Auflage wurde von Anne Stokes übernommen, die zweite Auflage wurde von Ian O’Toole gestaltet.

## Spielweise
In Eine Studie in Smaragdgrün spielen die Spieler jeweils eine geheime Rolle als Loyalist oder Restaurationist, die ihnen über Geheimidentitätskarten zugeordnet werden. Die Restaurationisten versuchen, die Welt von den Großen Alten zu befreien, während die Loyalisten diesen ergeben sind und versuchen, die Restaurationisten zu identifizieren und auszuschalten. Der Hauptmechanismus entspricht dem eines typischen Deck-Building-Spiels: alle Spieler beginnen mit identischen Startdecks, das ausschließlich Karten mit relativ schwachen Aktionen und Eigenschaften enthält; im Verlauf des Spiels beschaffen sie sich mächtigere Karten, um ihr Deck zu verbessern. Am Ende des Spiels, das durch verschiedene Ereignisse ausgelöst werden kann (s. u.), offenbaren die Spieler ihre Rollen und passen gegebenenfalls ihre Siegpunkte an. Allen Spieler der Fraktion des Spielers mit den wenigsten Siegpunkten werden Punkte abgezogen, wodurch das Spiel einen gewissen Team-Aspekt bekommt.

### Spielvorbereitung
Zu Spielbeginn wird das Spielbrett in die Tischmitte gelegt. Die 9 Stadtkarten und die 9 Königlichenkarten werden jeweils aufgedeckt auf die entsprechenden Stadt- und Kartenfelder gelegt. Die restlichen Spielkarten werden gemischt und abhängig von der Spieleranzahl verdeckt auf die Kartenfelder verteilt. Im Spiel mit zwei oder drei Spielern werden auf jedes Kartenfeld 3 Karten, bei vier Spielern 4 Karten und bei fünf Spielern 5 Karten abgelegt. Zuletzt werden die Stadt- und Königlichenkarten der jeweiligen Felder mit den Spielkarten gemischt und die jeweils obersten Karten werden aufgedeckt. Handelt es sich bei diesen um eine Königlichenkarte, wird sie an den Slot für das Kartenfeld gelegt und es wird jeweils eine neue Karte aufgedeckt. Der Stabilitätswürfel und die Zombiefiguren werden neben dem Spielbrett bereit gelegt, bis sie für spezifische Aktionen oder Karteneffekte eingesetzt werden müssen.
Die Leistenmarkersteine werden jeweils auf das Feld „0“ der Restaurationisten- und Loyalistenleiste gelegt. Jeder Spieler wählt eine Spielerfarbe und nimmt sich das entsprechende Set aus Spielsteinen und Karten. Damit hat dann jeder Spieler je 10 Agenten, 10 Einflussmarker, einen Siegpunktemarker und 10 Startkarten. Jeder Spieler legt seinen Siegpunktemarker auf das Feld „0“ der Siegpunkteleiste. Danach mischen alle Spieler ihr Startdeck aus 10 Karten und legen es verdeckt vor sich aus. Die obersten fünf Karten werden auf die Hand genommen.
Die Geheimidentitätskarten werden gemischt und jeder Spieler erhält ein von diesen, die er ansehen und geheim halten muss. Jeder legt drei Stabilitätsmarker auf seine Geheimidentitätskarte. Danach wird ein Startspieler bestimmt und beginnend mit diesem legen alle Spieler im Uhrzeigersinn in zwei Runden je einen ihrer Agenten auf ein beliebiges Stadtfeld.

### Spielablauf
Im Spielablauf spielen die Mitspieler im Uhrzeigersinn und können pro Durchgang jeweils zwei aus neun möglichen Aktionen durchführen, bei denen in der Regel Karten ausgespielt werden. Die Aktionen können, mit Ausnahme der Beanspruchung von Karten, in beliebiger Reihenfolge und auch zwei Mal hintereinander durchgeführt werden. In der Regel werden die Karten auf einen eigenen Abwurfstapel gespielt, einzelne Karten werden nach dem Ausspielen allerdings auch aus dem Spiel genommen oder zur eigenen Geheimidentität gelegt. Am Ende seines Zuges zieht der Spieler Karten von seinem Zugstapel nach, um wieder fünf Handkarten zu haben.
Einflussmarker einsetzen
Um diese Aktion durchzuführen, setzt der aktive Spieler eine oder mehrere Karte mit dem entsprechenden Symbol ein. Sie erlaubt es dem Spieler, eigene Einflussmarker auf dem Spielfeld zu platzieren und damit Karten zu beanspruchen oder andere Aktivitäten durchführen zu können, etwa das Ausführen oder Verhindern von Attentaten. Entsprechend der Anzahl der Symbole auf den gespielten Karten kann er Einflussmarker aus seinem Bestand nehmen und diese auf einem Stadtfeld nach Wahl einsetzen. Der Spieler darf maximal so viele Karten spielen, wie er Marker nutzen kann.
Karte beanspruchen
Wenn ein Spieler eine oder mehrere Karten mit dem entsprechenden Symbol ausspielt, kann er eine oder mehrere ausliegende Karten beanspruchen. Diese Aktion darf nur am Beginn des Spielzugs und nur einmal durchgeführt werden. Um eine Karte zu beanspruchen, muss der Spieler zudem die Mehrheit an Einfluss- und Agentenmarkern auf dem entsprechenden Stadtfeld aufweisen. Dabei muss mindestens einer der Marker ein Einflussmarker sein. Ist der Spieler erfolgreich, nimmt er die Karte an sich und legt sie auf seinen Ablagestapel, sodass sie nach dem nächsten Mischen in den Nachziehstapel kommt. Zudem nimmt er alle eigenen Einflussmarker vom Feld und legt sie in den „Nimbus“, alle gegnerischen Einflussmarker werden an die jeweiligen Spieler zurückgegeben. Weist die Karte ein „Agenten-einsetzen“-Symbol auf, setzte der Spieler einen eigenen Agentenstein auf das entsprechende Stadtfeld. Zudem kann die Karte Siegpunkte anzeigen, die entsprechend markiert werden. Bei einem Stabilitäts-Symbol auf der Karte muss der Spieler den Stabilitätswürfel werfen und wenn dieser das entsprechende Wahnsinns-Symbol zeigt, verliert er einen Stabilitätsmarker von seiner Geheimidentitätskarte.
Einflussmarker aufnehmen
Um Einflussmarker zurückzubekommen, kann ein Spieler eine oder mehrere Karte mit dem entsprechenden Symbol einsetzen und eine entsprechende Anzahl von Markern vom Spielbrett zu nehmen und wieder zu seinem Vorrat zu legen. Er kann Marker entsprechend der Anzahl der Symbole auf den gespielten Karten aus dem Nimbus oder von Stadtfeldern nehmen, darf jedoch nur maximal so viele Karten spielen, wie er Marker nehmen kann.
Agenten bewegen
Durch den Einsatz von einer oder mehrerer Karten mit dem entsprechenden Symbol (Eisenbahnschiene) kann ein Spieler entsprechend viele Agenten von einem Feld auf ein beliebiges anderes ziehen. Dort können die Agenten den Einfluss des Spielers verstärken.
Marker bewegen
Durch die Symbole zum „Marker bewegen“ kann ein Spieler die jeweiligen Marker auf der Loyalisten- und / oder der Restaurationisten bewegen. Er bewegt diese entsprechend der Anzahl der auf den Karten angegebenen Schritte nach vorn und kann dabei in einer Aktion sowohl mehrfach den Marker einer Fraktion oder auch beider Fraktionen erhöhen. Sobald einer der Marker die Position „10“ erreicht, wird das Spielende ausgelöst. Nach dem Bewegen der Marker bekommt jeder Spieler jeweils die Differenz der Position beider Marker als Siegpunkte gutgeschrieben oder, wenn sich die Differenz verkleinert, diese auch abgezogen.
Attentat ausführen
Mit den Karten, die ein Attentatssymbol aufweisen, kann ein Spieler ein Attentat auf gegnerische Agenten oder auf offen ausliegende Königlichenkarten durchführen. Dafür spielt er eine Karte mit Attentatssymbol, die nach der Runde aus dem Spiel genommen wird, sowie eine beliebige Anzahl von Karten mit Bomben-Symbolen. Der Spieler kann mehrere Attentate in einer Aktion durchführen, wenn er mehrere Attentatskarten dafür nutzt. Eine einzelne Karte kann sowohl ein Attentat initiieren wie auch als Bombe in einem zweiten Attentat genutzt werden.
Um einen gegnerischen Agenten in einer Stadt zu eliminieren, muss ein Spieler zum einen die Mehrheit an Agenten- und Einflussmarkern in der Stadt haben und zusätzlich das auf dem Stadtfeld angegebene Minimum an Bomben ausspielen. Will er eine Königlichenkarte angreifen, muss er ebenfalls die Mehrheit an Agenten- und Einflussmarkern in der Stadt haben, zudem jedoch das auf der Karte angegebene Minimum an Bomben ausspielen. Wurde das Attentat auf einen gegnerischen Agenten ausgeführt und die Attentatskarte ist mit einem Agentensymbol und einem Siegpunktsymbol im Kartentext ausgestattet, wird diese mit dem getöteten Agenten neben die Geheimidentitätskarte gelegt und der Spieler bekommt die angegebene Anzahl Siegpunkte. Ist diese Kennzeichnung nicht vorhanden, wird der getötete Agent an den entsprechenden Spieler zurückgegeben. Wurde der letzte Agent eines Spielers vom Feld genommen, muss dieser seine Geheimidentität preisgeben. Wurde das Attentat auf eine Königlichenkarte durchgeführt, nimmt der Spieler diese Karte und legt sie neben seine Geheimidentität. Dann wirft er den Stabilitätswurfel und wenn dieser ein Wahnsinnssymbol zeigt, entfernt er einen Agenten aus der entsprechenden Stadt.
Zuletzt nimmt der Speler alle eigenen Einflussmarker vom Feld und legt sie in den „Nimbus“, alle gegnerischen Einflussmarker werden an die jeweiligen Spieler zurückgegeben.
Karten abwerfen
Ein Spieler kann als Aktion eine beliebige Anzahl von Handkarten abwerfen. Diese werden am Ende des Zuges durch neue Karten ersetzt, da der Spieler seine Handkartenanzahl am Ende seines Zuges wieder auf fünf Karten auffüllt.
Kartenaktion
Einzelne Karten können auch als eigene Aktion gespielt werden, wenn sie das entsprechende Symbol aufweisen. In dem Fall wird die entsprechende Karte gespielt und die Aktion entsprechend dem Kartentext ausgeführt. Handelt es sich um eine Karte mit einer „einmalig“-Kennzeichnung, wird die Karte nach ihrem Einsatz aus dem Spiel genommen; handelt es sich um eine Karte, die bei ihrer Beanspruchung oder beim Einsatz Siegpunkte gebracht hat, wird sie neben die Geheimidentitätskarte gelegt.
Passen
Statt eine Aktion durchzuführen, kann ein Spieler auch passen und so die Aktion verfallen lassen.
Abhängig vom Spielfortschritt kann es passieren, dass ein Spieler seine Geheimidentität enthüllen muss. Dies passiert, wenn
- der letzte Agent des Spielers von Spielbrett genommen wird, oder
- der letzte Stabilitätsmarker von der Geheimidentitätskarte entfernt wird.

Handelt es sich bei dem Spieler um einen Loyalisten, darf er sofort so viele Agenten auf beliebige Stadtfelder stellen, bis er dort wieder drei Agenten hat; danach wird das Spiel fortgesetzt. Handelt es sich um einen Restaurationisten endet das Spiel augenblicklich und es kommt zur Endwertung.
Während des Spielablaufs können die Spieler auf unterschiedliche Weise Siegpunkte bekommen und diese können sowohl jeweils nur Loyalisten oder Restaurationisten betreffen oder neutral sein. Die Siegpunkte eines Spielers werden angepasst, wenn
- ein Spieler eine Karte beansprucht, die Siegpunkte einbringt,
- die Marker für Loyalisten oder Restaurationisten bewegt werden und sich dadurch die Differenz ändert,
- eine Karte ausgespielt wird, die Siegpunkte bringt, oder
- ein Attentat mit einer Karte ausgeführt wird, die Siegpunkte einbringt.

### Spielende
Das Spielende kann durch drei Ereignisse eingeleitet werden:
- ein Spieler erreicht die für die Spieleranzahl festgelegte Siegpunktzahl (20 bis 28 Punkte je nach Spieleranzahl).
- der Marker der Loyalisten oder der Restaurationisten erreicht die Position „10“ der Markerleiste.
- einer der Restaurationisten wird gezwungen, seine Identität preiszugeben.

Wenn das Spiel beendet wurde, müssen alle Spieler ihre Identitäten preisgeben. Alle Spieler passen ihre Siegpunkte entsprechend ihren Identitäten an. Sie bekommen jeweils die neutralen Siegpunkte und die Siegpunkte ihrer Fraktion. Dabei bekommt nur die Fraktion fraktionsabhängige Punkte entsprechend der Differenz beider Marker, deren Marker höher steht. Die Loyalisten-Spieler verlieren zudem alle Punkte von Attentaten, bei denen andere Loyalisten getötet wurden.
Nach den Anpassungen der Siegpunkte wird bestimmt, welcher Spieler die niedrigste Punktzahl erreicht hat und welcher Fraktion er angehört. Alle anderen Spieler dieser Fraktion bekommen 5 Siegpunkte abgezogen. Liegen jeweils ein Spieler beider Fraktionen auf dem letzten Platz, wird angenommen, dass der niedrigste Spieler Loyalist war. Gewinner ist der Spieler mit der höchsten Punktzahl nach dieser Anpassung. Bei einem Gleichstand wird angenommen, dass ein Restaurationist gewonnen hat.

## Geschichte und Rezeption
Eine Studie in Smaragdgrün wurde von Martin Wallace entwickelt und erschien 2013 unter dem englischen Originaltitel A Study in Emerald in der ersten Auflage beim amerikanischen Verlag Treefrog Games. Die grafisch sowie inhaltlich stark überarbeitete 2. Auflage erschien 2015 und wurde international von verschiedenen Verlagen vertrieben, in der deutschsprachigen Version zum Beispiel vom Schwerkraft-Verlag.
Das Spiel baut thematisch auf der Kurzgeschichte A Study in Emerald von Neil Gaiman auf, bei der die Welt von Sherlock Holmes mit dem Cthulhu-Mythos von H. P. Lovecraft und Personen und Ereignissen der realen Geschichte verbunden wird.

## Belege
1. 1 2 3 4 5 6 7 8  Eine Studie in Smaragdgrün, Spieleanleitung Schwerkraft, 2015.
2. ↑  A Study in Emerald, Versionen bei BoardGameGeek. Abgerufen am 7. April 2019.
3. ↑  A Study in Emerald, 2nd edition, Versionen bei BoardGameGeek. Abgerufen am 7. April 2019.